# Hardin (Texas)
Hardin ist eine Stadt im Liberty County im US-Bundesstaat Texas in den Vereinigten Staaten. Das U.S. Census Bureau hat bei der Volkszählung 2020 eine Einwohnerzahl von 768 ermittelt.

## Geografie
Die Stadt liegt an der Kreuzung des Highways 146 mit der Farm Road 834 etwas östlich des Countyzentrums im Südosten von Texas, ist im Osten etwa 100 km von Louisiana, im Südosten 85 km vom Golf von Mexiko entfernt und hat eine Gesamtfläche von 5,9 km² ohne nennenswerte Wasserfläche.

## Geschichte
Der Ort entstand, nachdem die Beaumont, Sour Lake and Western Railway ihre Gleise in dieser Gegend verlegt hatte und nachdem die Familie Hardin, nach der der Ort benannt wurde, Land gestiftet hatte.

## Demografische Daten
Nach der Volkszählung im Jahr 2000 lebten hier 755 Menschen in 291 Haushalten und 219 Familien. Die Bevölkerungsdichte betrug 127,3 Einwohner pro km². Ethnisch betrachtet setzte sich die Bevölkerung zusammen aus 98,54 % weißer Bevölkerung, 0,53 % Afroamerikanern, 0,00 % amerikanischen Ureinwohnern, 0,13 % Asiaten, 0,00 % Bewohnern aus dem pazifischen Inselraum und 0,66 % aus anderen ethnischen Gruppen. Etwa 0,13 % waren gemischter Abstammung und 4,11 % der Bevölkerung waren spanischer oder lateinamerikanischer Abstammung.
Von den 291 Haushalten hatten 34,4 % Kinder unter 18 Jahre, die im Haushalt lebten. 62,9 % davon waren verheiratete, zusammenlebende Paare. 8,9 % waren allein erziehende Mütter und 24,7 % waren keine Familien. 22,7 % aller Haushalte waren Singlehaushalte und in 12,4 % lebten Menschen, die 65 Jahre oder älter waren. Die Durchschnittshaushaltsgröße betrug 2,59 und die durchschnittliche Größe einer Familie belief sich auf 3,03 Personen.
26,0 % der Bevölkerung waren unter 18 Jahre alt, 9,1 % von 18 bis 24, 26,0 % von 25 bis 44, 24,6 % von 45 bis 64, und 14,3 % die 65 Jahre oder älter waren. Das Durchschnittsalter war 38 Jahre. Auf 100 weibliche Personen aller Altersgruppen kamen 99,2 männliche Personen. Auf 100 Frauen im Alter von 18 Jahren und darüber kamen 95,5 Männer.
Das jährliche Durchschnittseinkommen eines Haushalts betrug 41.016 USD, das Durchschnittseinkommen einer Familie 47.500 USD. Männer hatten ein Durchschnittseinkommen von 36.964 USD gegenüber den Frauen mit 19.583 USD. Das Prokopfeinkommen betrug 18.445 USD. 8,7 % der Bevölkerung und 6,9 % der Familien lebten unterhalb der Armutsgrenze. Davon waren 10,2 % Kinder und Jugendliche unter 18 Jahren und 11,0 % waren 65 oder älter.